# Hans-Jürgen Ries
Hans-Jürgen Ries (* 26. Dezember 1943) ist ein deutscher Tischtennisspieler. Er wurde sechsmal DDR-Meister.

## Werdegang
Ries spielte in den 1960er Jahren beim Verein BSG Carl Zeiss Jena, mit dessen Herrenmannschaft er 1968 und 1969 DDR-Meister wurde. Später wechselte er zu BSG Stahl Finow, mit dem er 1976, 1983 und 1984 den Titel gewann. In den 1980er Jahren wirkte er bei BSG Stahl Finow als Übungsleiter.
Bei den DDR-Meisterschaften siegte er 1976 im Doppel mit Siegfried Lemke. Mehrmals kam er bis ins Endspiel: Im Doppel 1969 mit Klaus Auerswald, 1972 mit Heinz Amft und 1977 mit Siegfried Lemke, im Mixed 1982 mit Diana Flach (Rösler). 1976 führte er die DTTV-Rangliste an.
Für die Teilnahme an den Internationalen Meisterschaften von Rumänien wurde er in die DDR-Nationalmannschaft berufen.
Nach einer Zwischenstation beim Verein BMK Ost Fürstenwalde kehrte er 1990 zu BSG Stahl Finow zurück. Aus diesem ging der Verein TTC Finow Gewo Eberswalde und später der ESV Eberswalde hervor, wo Ries in der Saison 2008/09 noch spielte.